# Privatgebet
Als Privatgebete werden in der Liturgie der heiligen Messe Gebete bezeichnet, die vom zelebrierenden Priester oder Bischof und zum Teil vom Diakon vor, während und nach der heiligen Messe gesprochen werden. Während die Amts- oder Präsidialgebete in der Wir-Form formuliert sind, sind die Privatgebete als Elemente der Sammlung und persönlichen Frömmigkeit meist in der Ich-Form gehalten. Bei der heiligen Messe werden die Privatgebete leise und in gebeugter Haltung rezitiert, die Präsidialgebete hingegen werden laut und aufrecht stehend in Orantenhaltung gesprochen oder sogar gesungen.
In der römisch-fränkischen Liturgie des Mittelalters enthielt die Messliturgie zahlreiche Anlässe für private Gebetselemente, die als „Ausdruck der privaten Andacht“ (Jungmann) oft ins Belieben des einzelnen Priesters gestellt waren. Um die im Hochmittelalter ausufernden und varienden Privatgebete zu unterbinden, wurden mit der Herausgabe des Messbuchs Pius' V. Anzahl und Form der Privatgebete begrenzt und verbindlich vorgeschrieben. Eine „Wiederherstellung einer stärkeren Gemeinschaft zwischen Priester und Volk hätte anderer geistiger Vorraussetzungen auch im Volk bedurft.“

## Privatgebete im Römischen Ritus
Die Gebete vor und nach der Feier der heiligen Messe werden zum Beten empfohlen, die Privatgebete während der Messfeier sind verpflichtender Teil der Liturgie und als solche im Missale Romanum enthalten. Ihre Zahl wurde durch die Liturgiereform nach dem Zweiten Vatikanischen Konzil wegen des stärker akzentuierten Gemeinschaftscharakters der heiligen Messe (Participatio actuosa) reduziert, die Vorbereitungs- und Dankgebete sind weggefallen. Nur in Gruppen, die die Messe nach dem Missale Romanum von 1962 feiern, werden sie weiterhin praktiziert.

### Missale Romanum bis 1962
Das Missale Romanum enthielt bis 1962 folgende Privatgebete:
- Vorbereitungsgebete: zu verrichten, wenn es dem Priester nützlich erscheint (Praeparatio ad Missam pro opportunitate Sacerdotis facienda) einschließlich der Ankleidegebete (Missale S. (44)–(50)). Das Missale bot hierfür zur Auswahl einige Psalmen und Orationen.
- Vor der Lesung des Evangeliums sprach der Priester, im Levitenamt der Diakon, das Gebet Munda cor meum (Missale S. 246); der Priester sprach es gebeugt, der Diakon kniend. Anschließend erbat der Diakon vom zelebrierenden Priester den Segen, den der Priester ihm dann erteilte.
- Die Gebete zur Gabenbereitung, darunter das Lavabo zur Händewaschung, (Missale S. 247ff.) sprach der Priester stellvertretend für die Gemeinde, die die Gaben in der frühen Liturgie herbeibrachte und auf dem Altar niederlegte. Sie hatten eine begleitende, deutende Funktion und, so der Liturgiewissenschaftler Josef Andreas Jungmann, halbprivaten  Charakter. Im Mittelalter herrschte der Singular, die Ich-Form, bei diesen Gebeten vor, der bis zum Missale von 1962 im Darbringungsgebet des Brotes, Suscipe sancte Pater, erhalten blieb.[4]
- Kommuniongebete und Abschluss (Missale S. 341f.): Vor dem Empfang der Kommunion sprach der Priester zwei private Vorbereitungsgebete; auch der Empfang der eucharistischen Gaben von Brot und Wein war begleitet von kurzen Gebeten, ebenfalls die abschließende Purifikation des Kelches. Vor dem Erteilen des Schlussegens, als Begleitgebet zum Altarkuss, sprach der Priester das Gebet Placeat , an die Dreifaltigkeit gewandt  (Missale S. 345).
- Danksagung nach der heiligen Messe (Gratiarium actio post missam) (Missale S. (51)–(53)): Beim Auszug sprach der Priester leise das Benedicite, den Lobgesang der drei Jünglinge im Feuerofen aus Dan 3,51–90 EU. Im Missale fanden sich weitere Orationen und meditative Texte für das private Gebet des Priesters.

### Nach der Liturgiereform
Auch nach der Liturgiereform nach dem Zweiten Vatikanischen Konzil wird zwischen Vorstehergebeten „im Namen der Kirche“ und privaten Gebeten „im eigenen Namen“ unterschieden:

„Der Priester trägt in seiner Eigenschaft als Vorsteher im Namen der Kirche und der versammelten Gemeinschaft Gebete vor; bisweilen betet er aber auch im eigenen Namen, um so seinen Dienst mit größerer Sammlung und Andacht zu vollziehen. Derartige  Gebete,  die  vor  der  Verkündigung  des  Evangeliums,  bei  der  Gabenbereitung  sowie  vor  und  nach  der  Kommunion  des Priesters vorgesehen sind, werden still gesprochen.“

Die Begleitgebete zur Gabenbereitung („Gepriesen bist du, Herr“, Benedictus es, Domine und  „Durch  das Geheimnis dieses Wassers und Weines“, Per huius aquae, GORM 141f.) haben weiterhin halbprivaten Charakter und können leise oder laut gesprochen werden; werden sie laut gesprochen, antwortet die Gemeinde: „Gepriesen bist du in Ewigkeit, Herr unser Gott“.
Vor der Kommunion spricht der Priester nur eines der beiden früheren Privatgebete. Beim Kommunizieren spricht er zwei kurze Formeln („Der Leib/das Blut Christi bewahre mich zum ewigen Leben“, Corpus/Sanguis Christi custodiat me in vitam aeternam.) Beim Purifizieren des Kelches spricht er weiterhin  „Was wir mit dem Munde empfangen haben“, Quod ore sumpsimus (GORM 156–163).
In der Messe mit Diakon erbittet der Diakon vor dem Evangelium weiterhin den Segen des Zelebranten:   „Herr, sprich den Segen“, Iube, domne, benedicere. Der Zelebrant segnet ihn mit den Worten:  „Der  Herr sei in deinem Herzen“, Dominus sit in corde tuo (GORM 60, 175). Bei der Konzelebration erhält auch der Priester, der das Evangelium vorträgt, den Segen des Zelebranten (GORM 212).

## Privatgebete in anderen christlichen Liturgien
- In den orientalisch-orthodoxen Kirchen sind Privatgebete der Kleriker Bestandteil der Liturgie, etwa vor und nach der Kommunion die  „Inklinationsgebete“.[6] In der Göttlichen Liturgie geht dem Gemeindegottesdienst eine Vorbereitungsliturgie der Kleriker, die Proskomidie, voraus, .
- In der Anglikanischen Gemeinschaft wurden mit der Einführung des Book of Common Prayer Privatgebete weitgehend abgeschafft. Im Zuge des Anglokatholizismus werden sie in hochkirchlichen Gemeinden und Diözesen praktiziert, allerdings immer im Belieben des Zelebranten.
- Die altkatholischen Messformulare folgen in der Regel dem römischen Ritus.[7] Nach dem Messbuch von Adolf Thürlings (1888) sprach der Priester die Gebete still.[8] Heute sind in der Liturgie im allgemeinen Privatgebete nicht mehr üblich.